# Calidad del embrión
La calidad del embrión es una habilidad fundamental que necesita un  embrión para lograr una tasa de embarazo alta o para concebir a una persona saludable. La edición del perfil del embrión es la estimulación de la calidad del embrión al cualificar y cuantificar ciertos parámetros. Dichas estimulaciones pueden ser aplicadas por distintos métodos así como la selección de embriones por medio de la fertilización in vitro.
El general, el proceso de edición del perfil del embrión, para la predicción del desarrollo del mismo, se enfoca en observar cuidadosamente las expresiones de RNA y proteínas, alrededor del embrión para evitar cualquier tipo de daño al realizar el análisis. Por otro lado, el proceso de edición del perfil del embrión se enfoca, sobre cualquier otra cosa, en el genoma, para averiguar si existe algún tipo de riesgo o algún desorden genético. A menudo se utiliza el método de la extracción de muestras celulares del embrión para éste diagnóstico genético pre-implantacional.

## Predicción de taza de embarazo

### Microscópicamente
La calidad del embrión es, principalmente, evaluada con el micorscopio a ciertos puntos utilizando un sistema de puntuación morfológico. Gracias a la evaluación microscópica, el conocimiento de la taza de embarazo ha logrado un significante avance.
La Microscopía de lapso de tiempo Es una expansión de la microscopía en el que la morfología de los embriones es estudiada en el tiempo. Desde 2014, la microscopía de lapso de tiempo, para la evaluación de la calidad del embrión, ha está saliendo de la fase experimental y se ha convertido en algo con suficiente evidencia para su uso clínico. Estudios que utilizan la incubadora de lapso de tiempo EmbryoScope (tm) han utilizado varios indicadores para la calidad del embrión, así como la escisión directa de 1 a 3 células, as well as the initiation of compaction and start of blastulation. La transición de los dos cigotes pronucleares (2PN), a través de la de los estados 1PN o 3Pn, tienden más a desarrollarse como embriones de baja calidad que aquellos que permanecen constantemente en 2PN.

### Visión computacional e inteligencia artificial
La evaluación convencional de embriones, e incluso la dependiente de microscopía de lapso de tiempo, ha mostrado ser subjetiva, no replicable y poco relacionada con pronóstico. Como consecuencia de lo anterior, algunos grupos como el New Hope Fertility Center y IVF 2.0 LTD , trabajan activamente en desarrollar sistemas de selección y ranking de embriones, apoyados de sofisticados sistemas de cómputo, y con capacidad de aplicar inteligencia artificial, visión artificial, y aprendizaje profundo durante el proceso.
Un ejemplo de tecnologías computacionales utilizadas exitosamente es el sistema de inteligencia artificial, ERICA (Embryo Ranking Intelligent Classification Assistant). Este sistema emplea filtros de visión artificial y Deep Learning para clasificar embriones en etapa de blastocisto, de acuerdo con pronóstico y con el propósito de asistir a los embriólogos en la selección, y ranking de embriones. Los estudios hasta ahora publicados con estas tecnologías han mostrado resultados prometedores.

### Análisis molecular
El análisis molecular se puede realizar mediante la adopción de una de las células de un embrión. Los análisis pueden variar en extensión de un solo biomarcador hasta genomas enteros, transcriptomes, proteomas y metabolomes. Los resultados de los embriones se califican comparándolos con los resultados que previamente se han encontrado de los embriones exitosos frente a embarazos y con los no exitosos.:

#### Transcripción de perfil
La expresión de un nuevo perfil genético para los embriones humanos es limitada por cuestiones éticas y legales.
Por estas razones, se han utilizado otras alternativas para diagnostigar la eficiencia de un protocolo de hiperestimulación ovárica sin tener que forzosamente tomar muestras directas del embrión. Una de las alternativas, que los científicos han utilizado, es tomar células del cumulus que rodean el ovicito y el embrión temprano o células de la granulosa, para así no inferir con cuestiones éticos o legales y seguir con la investigación.
Además, el microRNA(miRNA) y el ADN libre de células (cfDNA) pueden ser muestreados desde la proximidad de los embriones, que pueden funcionar como marcadores de transcripción para diagnosticar la calidad del embrión.

#### Perfil proteico
El perfil proteico de embriones se puede evaluar directamente desde muestras de proteínas encontradas en las proximidades de los embriones con el fin de no dañar el perfil del embrión. 
Algunos ejemplos de proteínas encontradas y evaluadas en dichas muestras incluyen a la CXCL13 y al factor estimulante de colonias de granulocitos y macrófagos, donde menos cantidad de proteínas están asociadas con mayor implantación. La presencia de HLA-G soluble, puede ser también considerada como otro parámetro para decidir la calidad del embrión.
Otro nivel de oportunidad se puede lograr haciendo una evaluación del perfil del embrión con respecto a la situación de la madre recordando aspectos como la salud o el estado inmunitario, estudiando los perfiles similares al genoma materno, el transcriptoma, el proteoma o el metaboloma. Dos ejemplos de proteínas que se pueden incluir en los perfiles materos son el endometrio - derivado stathmina 1 y anexina A2, cuyas bajas y altas regulaciones, respectivamente, están asociados con mayores tasas de éxito de implantación.

#### Perfil genético
Para estudiar el perfil genético del embrión se puede realizar un test genético pre-implantacional conocido como PGT. Este se realiza en personas que tengan un riesgo aumentado, como por ejemplo: mujeres mayores de 35 años, antecedentes familiares o en la pareja, abortos de repetición, estudios de HLA, factor masculino severo o ante varios fallos de implantación. El mejor día para realizar este estudio es el 5 día, porque al realizarlo antes o después se obtienen resultados peores. En España, no se puede realizar este estudio ante cualquier tipo de enfermedad; esta debe cumplir tres requisitos: que sea una enfermedad potencialmente letal, que no tenga tratamiento curativo y que sea de aparición precoz. 
Existen tres tipos de diagnóstico preimplantacional genético:
- PGT-A: Analiza aneuplodías como monosomías, trisomías o poliploidías. Se realiza por NGS. Se realiza en casos de aneuploidía previa en la pareja, implantación fallida, aborto espontáneo recurrente, factor masculino severo y edad materna avanzada.
- PGT-M: Estudia enfermedades monogénicas como autosómicas recesivas, dominantes o ligadas al cromosoma X. Se realiza por PCR.
- PGT-Sr: Detecta anomalías estructurales: analiza traslocaciones, invsersiones, delecciones, inserciones o duplicaciones. Según el tamaño de estas, se realiza a través de NGS o PCR.
- PGT-HLA: Permite seleccionar embriones con HLA compatible. Se lleva a cabo en los casos de "bebé medicamento" o "hermano salvador", un niño que ha nacido con técnicas de reproducción asistida para ser genéticamente compatible con su hermano, con el objetivo de proporcionarle un trasplante que no será rechazado y podrá curarle. Así, el PGT-HLA está indicado en parejas que tengan otro hijo afectado por una enfermedad grave y requiere un trasplante de células madre hematopoyéticas.

Para realizar estos estudios se realiza una eclosión asisida del embrión y se biopsian entre el día 5 y 6, al ser más fácil en esos días. Se extraen entre 4 y 5 células del trofectodermo (nunca de la masa celular interna) y se congela el embrión. Se tardan entre dos y tres semanas en conocer los resultados.
Existe una relación directa entre el PGT-A y la tasa de embarazo. Podríamos pensar que la tasa de embarazo disminuye, ya que al hacer el estudio podríamos descubrir que no hay embriones euplouides (con el número de cromosomas correctos) para realizar una transferencia en técnicas de reproducción asistida. Además, si la técnica no se realiza correctamente, el embrión podría estar perjudicándose. Pero los embriones que se transfieran tendrán una tasa de aborto espontáneo menor, al igual que de abortos voluntarios al no haber embriones aneuploides (con un número de cromosomas incorrecto). 
Con lo cual, va a depender de cuál de estos dos factores predomine: si la técnica está bien hecha y si hay abortos espontáneos. La realidad es que es un test poco perjudicial para el embrión si se realiza bien. Va a depender, por lo tanto, de la tasa que se mire. Si es la de test positivo de embarazo por ciclo inicado, será mayor en caso de no hacer PGT, ya que también habrá embriones aneuploides que se transferirán pero se abortarán. Si medimos la tasa de niño nacido sano por ciclo iniciado, será la misma, ya que los casos donde no se mira el PGT los embriones aneuploides serán abortados voluntaria o espontáneamente Sin embargo, si miramos la tasa de embarazo viable o niño nacido sano por embrión transferido (esto es la tasa de embarazo) será mayor realizando un PGT, porque al transferir un embrión sin realizar un PGT puede ser aneuploide y este abortarse más adelante del embarazo. 
Una revisión sistemática y metaanálisis de la existencia de una prueba controlada aleatoria concluyó que no hay evidencia de un efecto positivo de PGP (o PGT-M) al medirse por la tasa bruta de natalidad. Por el contrario, para las mujeres embarazadas de edad avanzada, el PGP reduce significativamente la tasa de natalidad. Inconvenientes técnicos, tales como la invasividad de la biopsia y el mosaicismo cromosómico, son los factores principales que provocan la ineficacia de PGP.
Un inconveniente relevante de la edición del perfil genético para la calidad del embrión es que los resultados se basan, generalmente, en la evaluación de una sola célula. El PGP tiene limitaciones inherentes ya que la célula prueba no puede representar al embrión por mosaicismo.
El principio detrás de esto es que, puesto que se sabe que las anomalías cromosómicas numéricas explican la mayor parte de los casos de pérdida del embarazo, y la gran proporción de los embriones humanos que son aneuploides, la sustitución selectiva de embriones euploid debería aumentar las posibilidades de un tratamiento de FIV exitoso. Métodos de análisis exhaustivo de cromosoma incluyen la matriz de hibridación genómica comparada (aCGH), PCR cuantitativa y SNP array s. Combinado con una sola biopsia de blastómeros en el día-3 embriones , aCGH es muy robusto, con un 2,9% de los embriones analizados sin resultados, y se asocia con tasas de error bajas (1,9%).
Además de la detección de anormalidades específicas, las técnicas se encuentran en desarrollo para que puedan hacer hasta una secuenciación del genoma completo, de la cual perfiles genéticos puedan anotar los patrones de ADN mediante la comparación con las que anteriormente se han encontrado entre los embriones en embarazos exitosos o fallidos.

## Predicción de salud
El método principalmente utilizado en la actualidad para predecir la salud de una persona resultante de un embrión es el diagnóstico genético preimplantación (también llamado  Detección genética de preimplantación ,  previo a la implantación de perfiles genéticos  o PGP), con el fin de determinar si la persona resultante heredará una enfermedad específica o no. Por otro lado, una revisión sistemática y metaanálisis de presencia de juicios aleatorios controlados para llegar a la conclusión de que no hay un efecto positivo de PGP medido por la tasa de natalidad. por el contrario, para las mujeres de edad materna avanzada, PGP reduce significativamente la tasa de nacidos vivos. inconvenientes técnicos, tales como la invasividad de la biopsia, y mosaicismo cromosómico son la principal factores que subyace a la ineficacia de PGP.>